# Otra vuelta de tuerka
Otra vuelta de tuerka va ser un programa de televisió emès per Público TV a través d'internet i presentat pel politòleg Pablo Iglesias Turrión.

## Història i descripció
Concebut a partir de La Tuerka, la seva incorporació a Público TV va comportar un canvi de plató i un augment dels recursos respecte a les entrevistes primigènies de La Tuerka. Consistent en una entrevista cara a cara amb diverses personalitats públiques, el programa és emès amb una freqüència setmanal. Iglesias va compaginar el seu paper d'entrevistador amb el de diputat al Congrés des de 2016. No obstant això, després de l'anunci de l'imminent nomenament d'Iglesias com a vicepresident del Govern espanyol el gener de 2020, Otra vuelta de tuerka va comunicar la sortida del programa d'Iglesias. Les entrevistes presenten una audiència oscil·lant entre les 40.000 i les 600.000 reproduccions.

## Programes

### Temporada 1 (2014-2015)
| Núm. sèrie | Núm. temporada | Entrevistat                 | Data d'emissió         |
| ---------- | -------------- | --------------------------- | ---------------------- |
| 01         | 01             | Jesús Cintora               | 6 d'octubre de 2014    |
| 02         | 02             | Cristina Almeida            | 13 d'octubre de 2014   |
| 03         | 03             | Jorge Verstrynge            | 20 d'octubre de 2014   |
| 04         | 04             | Fernando Romay              | 27 d'octubre de 2014   |
| 05         | 05             | Ismael Serrano              | 2 de novembre de 2014  |
| 06         | 06             | Enric Juliana               | 9 de novembre de 2014  |
| 07         | 07             | Javier Krahe                | 16 de novembre de 2014 |
| 08         | 08             | Terele Pávez                | 23 de novembre de 2014 |
| 09         | 09             | Icíar Bollaín               | 30 de novembre de 2014 |
| 10         | 10             | Iñaki Gabilondo             | 7 de desembre de 2014  |
| 11         | 11             | Nega                        | 14 desembre de 2014    |
| 12         | 12             | Juan Andrade                | 21 desembre de 2014    |
| 13         | 13             | Iñaki Anasagasti            | 11 de gener de 2015    |
| 14         | 14             | Thomas Piketty              | 18 de gener de 2015    |
| 15         | 15             | Javier Couso                | 25 de gener de 2015    |
| 16         | 16             | Juan Fernando López Aguilar | 1 de febrer de 2015    |
| 17         | 17             | Javier Nart                 | 8 de febrer de 2015    |
| 18         | 18             | Chantal Mouffe              | 15 de febrer de 2015   |
| 19         | 19             | Jean-Luc Mélenchon          | 22 de febrer de 2015   |
| 20         | 20             | Xavier Domènech Sampere     | 1 de març de 2015      |
| 21         | 21             | Boaventura de Sousa Santos  | 8 de març de 2015      |
| 22         | 22             | Manuela Carmena             | 14 de març de 2015     |
| 23         | 23             | Pablo Echenique             | 22 de març de 2015     |
| 24         | 24             | Ulrike Lunacek              | 29 de març de 2015     |
| 25         | 25             | José Manuel López           | 12 d'abril de 2015     |
| 26         | 26             | Marisa Matias               | 19 d'abril de 2015     |
| 27         | 27             | Julio Anguita               | 26 d'abril de 2015     |
| 28         | 28             | Gregorio Morán              | 3 de maig de 2015      |
| 29         | 29             | Juan Carlos Monedero        | 10 de maig de 2015     |
| 30         | 30             | José Luis Cuerda            | 17 de maig de 2015     |
| 31         | 31             | Álvaro García Linera        | 24 de maig de 2015     |
| 32         | 32             | Toni Negri                  | 31 de maig de 2015     |
| 33         | 33             | Tariq Ali                   | 7 de juny de 2015      |
| 34         | 34             | Manuel Castells             | 14 de juny de 2015     |
| 35         | 35             | Juan Diego Botto            | 21 de juny de 2015     |
| 36         | 36             | Baltasar Garzón             | 28 de juny de 2015     |
| 37         | 37             | René Ramírez                | 5 de juliol de 2015    |

### Temporada 2 (2015-2016)
| Núm. sèrie | Núm. temporada | Entrevistat              | Data d'emissió         |
| ---------- | -------------- | ------------------------ | ---------------------- |
| 38         | 01             | Lluís Rabell             | 18 setembre de 2015    |
| 39         | 02             | Antonio de la Torre      | 25 de setembre de 2015 |
| 40         | 03             | Manolo Monereo           | 2 d'octubre de 2015    |
| 41         | 04             | Joan Garcés              | 9 d'octubre de 2015    |
| 42         | 05             | Santiago Alba Rico       | 16 d'octubre de 2015   |
| 43         | 06             | Verónica Forqué          | 23 d'octubre de 2015   |
| 44         | 07             | Vicenç Navarro           | 30 d'octubre de 2015   |
| 45         | 08             | César Rendueles          | 6 de novembre de 2015  |
| 46         | 09             | Rosa María Calaf         | 20 de novembre de 2015 |
| 47         | 10             | Ian Gibson               | 27 de novembre de 2015 |
| 48         | 11             | Patricio Guzmán          | 22 desembre de 2015    |
| 49         | 12             | Ignacio Ramonet          | 29 desembre de 2015    |
| 50         | 13             | José Manuel Martín Medem | 16 de març de 2016     |
| 51         | 14             | Paula Ortiz Álvarez      | 23 de març de 2016     |
| 52         | 15             | Carlos Fernández Llíria  | 6 d'abril de 2016      |
| 53         | 16             | Iván Redondo             | 20 d'abril de 2016     |
| 54         | 17             | Rosa María Artal         | 27 d'abril de 2016     |
| 55         | 18             | Silvio Rodríguez         | 11 de maig de 2016     |
| 56         | 19             | Pedro Guerra             | 18 de marig de 2016    |
| 57         | 20             | Eleuterio Sánchez        | 27 de maig de 2016     |
| 58         | 21             | Nacho Carretero          | 23 de juliol de 2016   |

### Temporada 3 (2016-2017)
| Núm. sèrie | Núm. temporada | Entrevistat                   | Data d'emissió         |
| ---------- | -------------- | ----------------------------- | ---------------------- |
| 59         | 01             | Roberto Montero Glez          | 25 setembre 2016       |
| 60         | 02             | Pepu Hernández                | 2 d'octubre de 2016    |
| 61         | 03             | Antonio Maíllo                | 9 d'octubre de 2016    |
| 62         | 04             | Diego Cañamero                | 16 d'octubre de 2016   |
| 63         | 05             | Pino Solanas                  | 23 d'octubre de 2016   |
| 64         | 06             | Jorge Alemán                  | 31 d'octubre de 2016   |
| 65         | 07             | Lidia Falcón                  | 14 de novembre de 2016 |
| 66         | 08             | Ana Pardo de Vera             | 21 de novembre de 2016 |
| 67         | 09             | Facu Díaz i Miguel Maldonado  | 28 de novembre de 2016 |
| 68         | 10             | Rebeca Quintáns               | 5 desembre de 2016     |
| 69         | 11             | José García Abad              | 12 desembre de 2016    |
| 70         | 12             | Anna Gabriel                  | 9 de gener de 2017     |
| 71         | 13             | Gabriel Rufián                | 16 de gener de 2017    |
| 72         | 14             | Miguel Riera                  | 23 de gener de 2017    |
| 73         | 15             | Dilma Rousseff                | 30 de gener de 2017    |
| 74         | 16             | Rafael Correa                 | 6 de febrer de 2017    |
| 75         | 17             | Xosé Manuel Beiras            | 13 de març de 2017     |
| 76         | 18             | Raquel Gutiérrez              | 27 de març de 2017     |
| 77         | 19             | Héctor Illueca                | 3 d'abril de 2017      |
| 78         | 20             | Rubén Juste                   | 17 d'abril de 2017     |
| 79         | 21             | Antonio Escohotado            | 24 d'abril de 2017     |
| 80         | 22             | Owen Jones                    | 8 de maig de 2017      |
| 81         | 23             | Mario Tronti                  | 22 de maig de 2017     |
| 82         | 24             | Perry Anderson                | 5 de juny de 2017      |
| 83         | 25             | Juan Valdés Paz               | 12 de juny de 2017     |
| 84         | 26             | José Luis Villacañas          | 19 de juny de 2017     |
| 85         | 27             | Mauro Entrialgo               | 26 de juny de 2017     |
| 86         | 28             | Máximo Pradera                | 3 de juliol de 2017    |
| 87         | 29             | María Eugenia Rodríguez Palop | 24 de juliol de 2017   |

### Temporada 4 (2018)
| Núm. sèrie | Núm. temporada | Entrevistat                | Data d'emissió     |
| ---------- | -------------- | -------------------------- | ------------------ |
| 88         | 01             | Leonardo Padura            | 16 de març de 2018 |
| 89         | 02             | Virginie Despentes         | 23 de març de 2018 |
| 90         | 03             | Javier Pérez Royo          | 6 d'abril de 2018  |
| 91         | 04             | Irantzu Varela             | 13 d'abril de 2018 |
| 92         | 05             | José Antonio Martín Pallín | 20 d'abril de 2018 |
| 93         | 06             | Almudena Grandes           | 27 d'abril de 2018 |
| 94         | 07             | Lluís Orriols              | 4 de maig de 2018  |
| 95         | 08             | Belén Barreiro             | 11 de maig de 2018 |
| 96         | 09             | Marta Flich                | 18 de maig de 2018 |
| 97         | 10             | Antonio Romero             | 25 de maig de 2018 |
| 98         | 11             | Chato Galante              | 1 de juny de 2018  |
| 99         | 12             | Juan Manuel de Prada       | 8 de juny de 2018  |
| 100        | 13             | Julia Hidalgo de Argüeso   | 15 de juny de 2018 |
| 101        | 14             | Carolina del Olmo          | 22 de juny de 2018 |
| 102        | 15             | Andoni Txasko              | 29 de juny de 2018 |

### Temporada 5 (2018-2019)
| Núm. sèrie | Núm. temporada | Entrevistat             | Data d'emissió         |
| ---------- | -------------- | ----------------------- | ---------------------- |
| 103        | 01             | Isabel Calderón         | 5 d'octubre de 2018    |
| 104        | 02             | Roberto Sotomayor       | 12 d'octubre de 2018   |
| 105        | 03             | Ahed Tamimi             | 19 d'octubre de 2018   |
| 106        | 04             | Gioconda Belli          | 26 d'octubre de 2018   |
| 107        | 05             | Ana Morgade             | 2 de novembre de 2018  |
| 108        | 06             | Augusto Zamora          | 9 de novembre de 2018  |
| 109        | 07             | Carlos Prieto del Campo | 16 de novembre de 2018 |
| 110        | 08             | Cristina Fallarás       | 23 de novembre de 2018 |
| 111        | 09             | Luis María Anson        | 30 de novembre de 2018 |
| 112        | 10             | Tristán Ulloa           | 7 desembre de 2018     |
| 113        | 11             | Juan José Tamayo        | 14 desembre de 2018    |
| 114        | 12             | Paul Mason              | 21 desembre de 2018    |
| 115        | 13             | Rafael Poch             | 11 de gener de 2019    |
| 116        | 14             | Guilherme Boulos        | 18 de gener de 2019    |
| 117        | 15             | Lola García             | 25 de gener de 2019    |
| 118        | 16             | Pablo Simón             | 1 de febrer de 2019    |
| 119        | 17             | Toni Mejías             | 8 de febrer de 2019    |
| 120        | 18             | Diego López Garrido     | 15 de febrer de 2019   |
| 121        | 19             | César Strawberry        | 22 de febrer de 2019   |
| 122        | 20             | Jaume Asens             | 1 de març de 2019      |
| 123        | 21             | Pedro Baños             | 15 de març de 2019     |
| 124        | 22             | Evaristo Páramos        | 29 de març de 2019     |
| 125        | 23             | Nancy Fraser            | 5 d'abril de 2019      |
| 126        | 24             | Ernesto Samper          | 12 d'abril de 2019     |
| 127        | 25             | Sitapha Savané          | 26 d'abril de 2019     |
| 128        | 26             | Carlos Sánchez Mato     | 17 de maig de 2019     |
| 129        | 27             | Isa Serra               | 24 de maig de 2019     |
| 130        | 28             | Bob Pop                 | 31 de maig de 2019     |
| 131        | 29             | Boti García Rodrigo     | 7 de juny de 2019      |
| 132        | 30             | Andrea Benites-Dumont   | 14 de juny de 2019     |
| 133        | 31             | Kiko Veneno             | 21 de juny de 2019     |
| 134        | 32             | David Jiménez           | 28 de juny de 2019     |
| 135        | 33             | Carlos Fonseca          | 5 de juliol de 2019    |
| 136        | 34             | Daniel Bernabé          | 12 de juliol de 2019   |
| 137        | 35             | Paco Ignacio Taibo II   | 19 de juliol de 2019   |

### Temporada 6 (2019-2020)
| Núm. sèrie | Núm. temporada | Entrevistat                  | Data d'emissió         |
| ---------- | -------------- | ---------------------------- | ---------------------- |
| 138        | 01             | Rubén Sánchez                | 20 setembre 2019       |
| 139        | 02             | Luis Pastor                  | 27 setembre 2019       |
| 140        | 03             | María Ángeles Durán          | 4 d'octubre de 2019    |
| 141        | 04             | José María Lassalle          | 11 d'octubre de 2019   |
| 142        | 05             | Vicky Rosell                 | 18 d'octubre de 2019   |
| 143        | 06             | Pedro Vallín                 | 25 d'octubre de 2019   |
| 144        | 07             | Esteban Hernández            | 8 de novembre de 2019  |
| 145        | 08             | Quique Peinado               | 15 de novembre de 2019 |
| 146        | 09             | Cándido Ibar                 | 22 de novembre de 2019 |
| 147        | 10             | Daniel Serrano               | 29 de novembre de 2019 |
| 148        | 11             | Sonia Vivas                  | 5 desembre de 2019     |
| 149        | 12             | Daniel Innerarity            | 13 desembre de 2019    |
| 150        | 13             | Mario Amorós                 | 20 desembre de 2019    |
| 151        | 14             | Antonia San Juan             | 27 desembre de 2019    |
| 152        | 15             | Miguel Brieva                | 3 de gener de 2020     |
| 153        | 16             | Arantxa Tirado               | 10 de gener de 2020    |
| 154        | 17             | José Luis Rodríguez Zapatero | 17 de gener de 2020    |
| 155        | 18             | Antonio Maestre              | 24 de gener de 2020    |
| 156        | 19             | Jaume Roures                 | 31 de gener de 2020    |